# Standing on a Beach
Standing on a Beach (в CD-варианте издана под названием Staring at the Sea) — компиляция британской группы The Cure. Сборник выпущен в мае 1986 года и представляет собой наглядную демонстрацию изменения творческого пути группы на протяжении восьми лет.
Standing on a Beach был выпущен на трёх видах носителей: грампластинка, компакт-диск и на компакт-кассете. Винил содержал в себе все тринадцать выпущенных синглов в порядке хронологического выхода. Компакт-диск содержал те же композиции, что и на виниле, но, помимо этого, также включал в себя четыре дополнительных трека, ранее издававшихся на предыдущих альбомах. Компакт-кассета включала в себя все синглы и все бисайды с этих синглов, включая не вошедший на сборник Japanese Whispers трек «Mr. Pink Eyes». Также был выпущен сборник видеоклипов Staring at the Sea: The Images, трек-лист которого идентичен CD-версии. Все бисайды с компакт-кассеты были выпущены в 2004 году в составе сборника Join the Dots и заняли практически весь первый диск.

## Список композиций

### Издание на виниле
1. «Killing an Arab» (Роберт Смит, Лоуренс Толхерст, Майкл Дэмпси) — 2:22
2. «Boys Don’t Cry» (Дэмпси, Смит, Толхерст) — 2:35
3. «Jumping Someone Else's Train» (Смит, Толхерст, Дэмпси) — 2:54
4. «A Forest» (Смит, Толхерст, Саймон Гэллап, Мэтью Хартли) — 4:53
5. «Primary» (Смит, Толхерст, Гэллап, Хартли) — 3:33
6. «Charlotte Sometimes» (Смит, Толхерст, Гэллап) — 4:13
7. «The Hanging Garden» (Смит, Толхерст, Гэллап) — 4:21
8. «Let’s Go to Bed» (Смит, Толхерст) — 3:33
9. «The Walk» (Смит, Толхерст) — 3:28
10. «The Lovecats» (Смит) — 3:38
11. «The Caterpillar» (Смит, Толхерст) — 3:38
12. «In Between Days» (Смит) — 2:56
13. «Close to Me» (Смит) — 3:39

### Компакт-диск/Видео
1. «Killing an Arab»  — 2:22
2. «10:15 Saturday Night» (Дэмпси, Смит, Толхерст) — 3:37 (с альбома Three Imaginary Boys, 1979)
3. «Boys Don’t Cry»  — 2:35
4. «Jumping Someone Else’s Train»  — 2:57
5. «A Forest»  — 4:53
6. «Play for Today» (Смит, Толхерст, Гэллап, Хартли) — 3:42 (с альбома Seventeen Seconds, 1980)
7. «Primary»  — 3:33
8. «Other Voices» (Смит, Толхерст, Гэллап) — 4:26 (с альбома Faith, 1981)
9. «Charlotte Sometimes»  — 4:13
10. «The Hanging Garden»  — 4:21
11. «Let’s Go to Bed»  — 3:33
12. «The Walk»  — 3:28
13. «The Lovecats»  — 3:38
14. «The Caterpillar»  — 3:38
15. «In Between Days»  — 2:56
16. «Close to Me»  — 3:39
17. «A Night Like This» (Смит) — 4:11 (с альбомаThe Head on the Door, 1985)

### Компакт-кассета

#### Сторона А — синглы
1. «Killing an Arab»  — 2:22
2. «Boys Don’t Cry»  — 2:35
3. «Jumping Someone Else’s Train»  — 2:54
4. «A Forest»  — 4:53
5. «Primary»  — 3:33
6. «Charlotte Sometimes»  — 4:13
7. «The Hanging Garden»  — 4:21
8. «Let’s Go to Bed»  — 3:33
9. «The Walk»  — 3:28
10. «The Lovecats»  — 3:38
11. «The Caterpillar»  — 3:38
12. «In Between Days»  — 2:56
13. «Close to Me»  — 3:39

#### Сторона Б — бисайды
1. «I’m Cold»  — 2:47 (с сингла «Jumping Someone Else's Train»)
2. «Another Journey By Train»  — 3:04 (с сингла «A Forest»)
3. «Descent»  — 3:07 (с сингла «Primary»)
4. «Splintered in Her Head»  — 5:16 (с сингла «Charlotte Sometimes»)
5. «Mr. Pink Eyes»  — 2:42 (с сингла «The Lovecats»)
6. «Happy the Man»  — 2:45 (с сингла «The Caterpillar»)
7. «Throw Your Foot»  — 3:33 (с сингла «The Caterpillar»)
8. «The Exploding Boy»  — 2:52 (с сингла «In Between Days»)
9. «A Few Hours After This»  — 2:26 (с сингла «In Between Days»)
10. «A Man Inside My Mouth»  — 3:05 (с сингла «Close to Me»/«Half an Octopuss»)
11. «Stop Dead»  — 4:02 (с сингла «In Between Days»/«Close to Me»/«Half an Octopuss»)
12. «New Day»  — 4:08 (с EP «Half an Octopuss»)